# Yira Sor
Yira Collins Sor (Lagos, 24 juli 2000) is een Nigeriaans voetballer die sinds januari 2023 uitkomt voor het Belgische KRC Genk. Sor speelt als aanvaller.

## Clubcarrière
Sor speelde in Nigeria voor de Family Love Academy en 36 Lion FC. In februari 2021 haalde Banik Ostrava hem naar Tsjechië. Sor speelde er aanvankelijk wedstrijden voor het B-elftal van de club in de Moravskoslezská fotbalová liga (het derde niveau in het Tsjechisch voetbal), maar stroomde uiteindelijk in datzelfde seizoen 2020/21 nog door naar het eerste elftal van de club. Sor klokte dat seizoen af op negen wedstrijden in de Fortuna Liga.
In januari 2022 maakte Sor de overstap naar Slavia Praag, dat meer dan een miljoen euro neertelde voor hem. Op 24 februari 2022 opende hij zijn doelpuntenrekening voor zijn nieuwe werkgever: in de terugwedstrijd van de tussenronde in de Europa League scoorde hij twee keer in de 3-2-zege tegen Fenerbahçe SK.
Op 28 december 2022 werd bekend dat Sor vanaf januari 2023 uit zal komen voor de Belgische eersteklasser KRC Genk. Hij tekende een contract tot de zomer van 2027. Sor debuteerde op 8 januari 2023 in de thuiswedstrijd tegen Club Brugge, in de 88ste minuut viel hij in voor Bilal El Khannous. Genk won de wedstrijd uiteindelijk met 3-1. Een week later mocht Sor voor het eerst in de basis starten in de thuiswedstrijd tegen Zulte-Waregem. In de tiende minuut opende hij de score en maakte hiermee het enige doelpunt van deze wedstrijd.

## Clubstatistieken
| Seizoen         | Club            | Land              | Competitie      | Competitie | Competitie | Beker | Beker | Europees | Europees | Totaal | Totaal |
| Seizoen         | Club            | Land              | Competitie      | Wed.       | Dlp.       | Wed.  | Dlp.  | Wed.     | Dlp.     | Wed.   | Dlp.   |
| --------------- | --------------- | ----------------- | --------------- | ---------- | ---------- | ----- | ----- | -------- | -------- | ------ | ------ |
| 2020/21         | Banik Ostrava B | Vlag van Tsjechië | MSFL            | 5          | 0          | —     | —     | —        | —        | 5      | 0      |
| 2020/21         | Banik Ostrava   | Vlag van Tsjechië | Fortuna Liga    | 9          | 0          | 1     | 0     | —        | —        | 10     | 0      |
| 2021/22         | Banik Ostrava   | Vlag van Tsjechië | Fortuna Liga    | 16         | 3          | 3     | 1     | —        | —        | 19     | 4      |
| 2021/22         | Slavia Praag    | Vlag van Tsjechië | Fortuna Liga    | 10         | 1          | 1     | 0     | 6        | 6        | 17     | 7      |
| 2022/23         | Slavia Praag    | Vlag van Tsjechië | Fortuna Liga    | 3          | 0          | 1     | 0     | 5        | 2        | 9      | 2      |
| 2022/23         | KRC Genk        | Vlag van België   | Eerste klasse A | 20         | 2          | 1     | 0     | —        | —        | 21     | 2      |
| 2023/24         | KRC Genk        | Vlag van België   | Eerste klasse A | 20         | 6          | 2     | 1     | 9        | 0        | 31     | 7      |
| 2024/25         | KRC Genk        | Vlag van België   | Eerste klasse A | 7          | 1          | 0     | 0     | —        | —        | 7      | 1      |
| Carrière totaal | Carrière totaal | Carrière totaal   | Carrière totaal | 90         | 13         | 9     | 2     | 20       | 8        | 110    | 23     |

Bijgewerkt op 18 september 2024.

## Interlandcarrière
Sor nam in 2019 met de Nigeriaanse U20 deel aan het WK onder 20 in Polen. Hij kwam er tweemaal in actie: tijdens de derde groepswedstrijd tegen Oekraïne (1-1) viel hij in de blessuretijd in voor Muhamed Tijani, en in de achtste finale tegen Senegal (2-1-verlies) viel hij kort na het halfuur in voor de geblesseerde Maxwell Effiom.
1 Van Crombrugge ·
3 Mujaid ·
6 Smets ·
7 Steuckers ·
8 Heynen  ·
9 Oh ·
10 Ito ·
11 Oyen ·
14 Sor ·
17 Hrošovský ·
18 Kayembe ·
19 Medina ·
20 Karetsas ·
21 Bangoura ·
22 Manguelle ·
23 Bibout ·
24 Sattlberger ·
26 Lawal ·
27 Nkuba ·
28 Brughmans ·
29 Mirisola ·
30 Ayumu ·
32 Adedeji-Sternberg ·
34 Palacios ·
38 Heymans ·
44 Kongolo ·
71 Stevens ·
77 El Ouahdi ·
99 Tolu ·
Coach: Fink